# Sonja Sohn
Sonja Sohn, ursprungligen Sonja Williams, född 9 maj 1964 på Fort Benning i Georgia, är en amerikansk skådespelare. Hennes mest kända roll är som Kima Greggs i TV-serien The Wire (2002–2008).

## Filmografi i urval
- 1998 – Slam (även manus)
- 1999 – Bringing Out the Dead
- 2000 – Shaft
- 2002–2008 – The Wire (TV-serie) (60 avsnitt)
- 2006–2007 – Kalla spår (TV-serie) (fem avsnitt)
- 2008 – Step Up 2: The Streets
- 2011–2012 – Body of Proof (TV-serie) (29 avsnitt)
- 2012 – Burn Notice (TV-serie) (fem avsnitt)
- 2014–2015 – The Originals (TV-serie) (åtta avsnitt)
- 2016 – Luke Cage (TV-serie) (tre avsnitt)
- 2016 – Shut Eye (TV-serie) (fem avsnitt)
- 2007 – Baltimore Rising (dokumentärfilm, endast regi och produktion)
- 2018 – The Chi (TV-serie) (nio avsnitt)
- 2019 – Star Trek: Discovery (TV-serie) (två avsnitt)